# Wereldwinkel

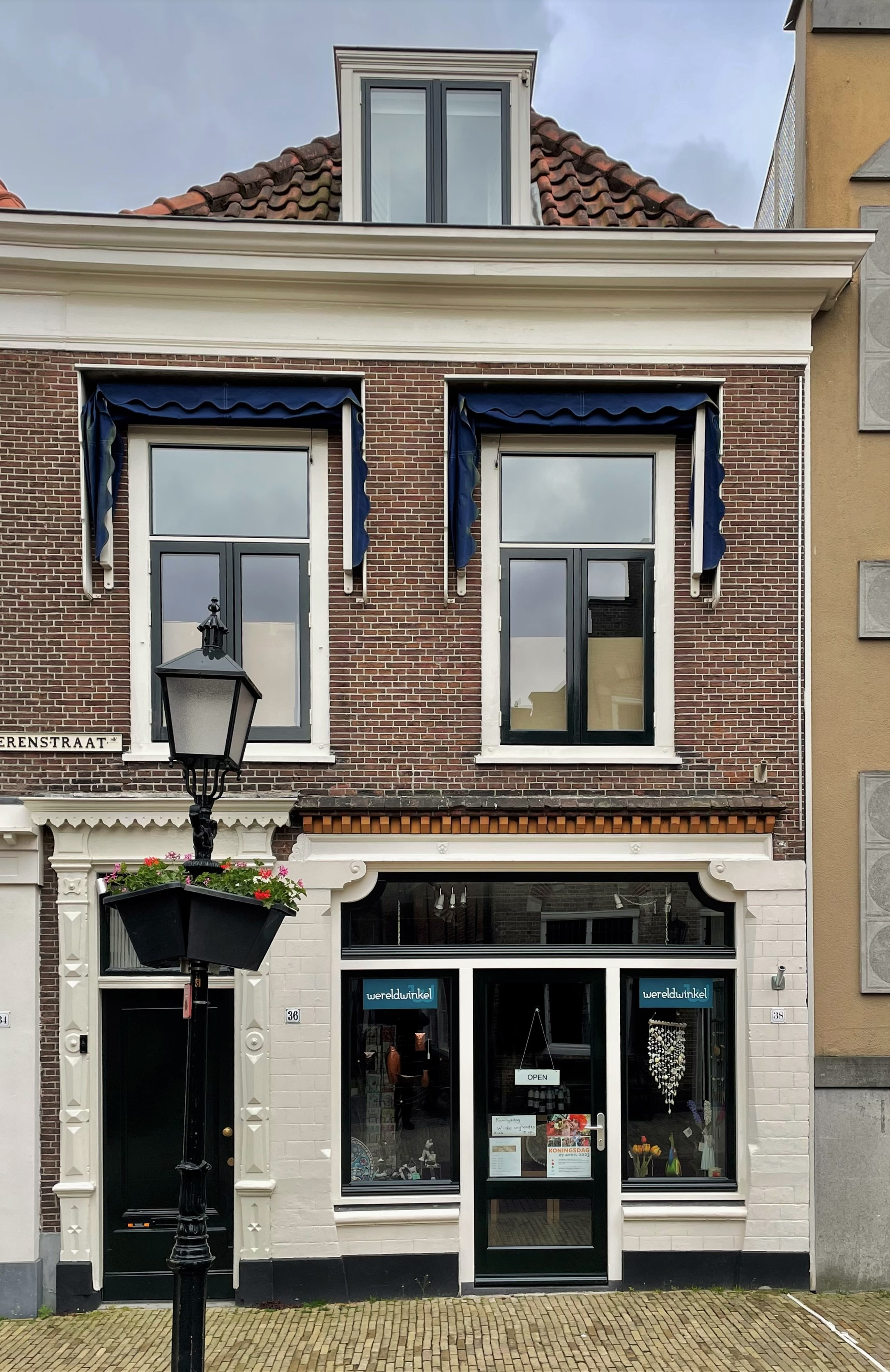
De Wereldwinkel in Voorburg.

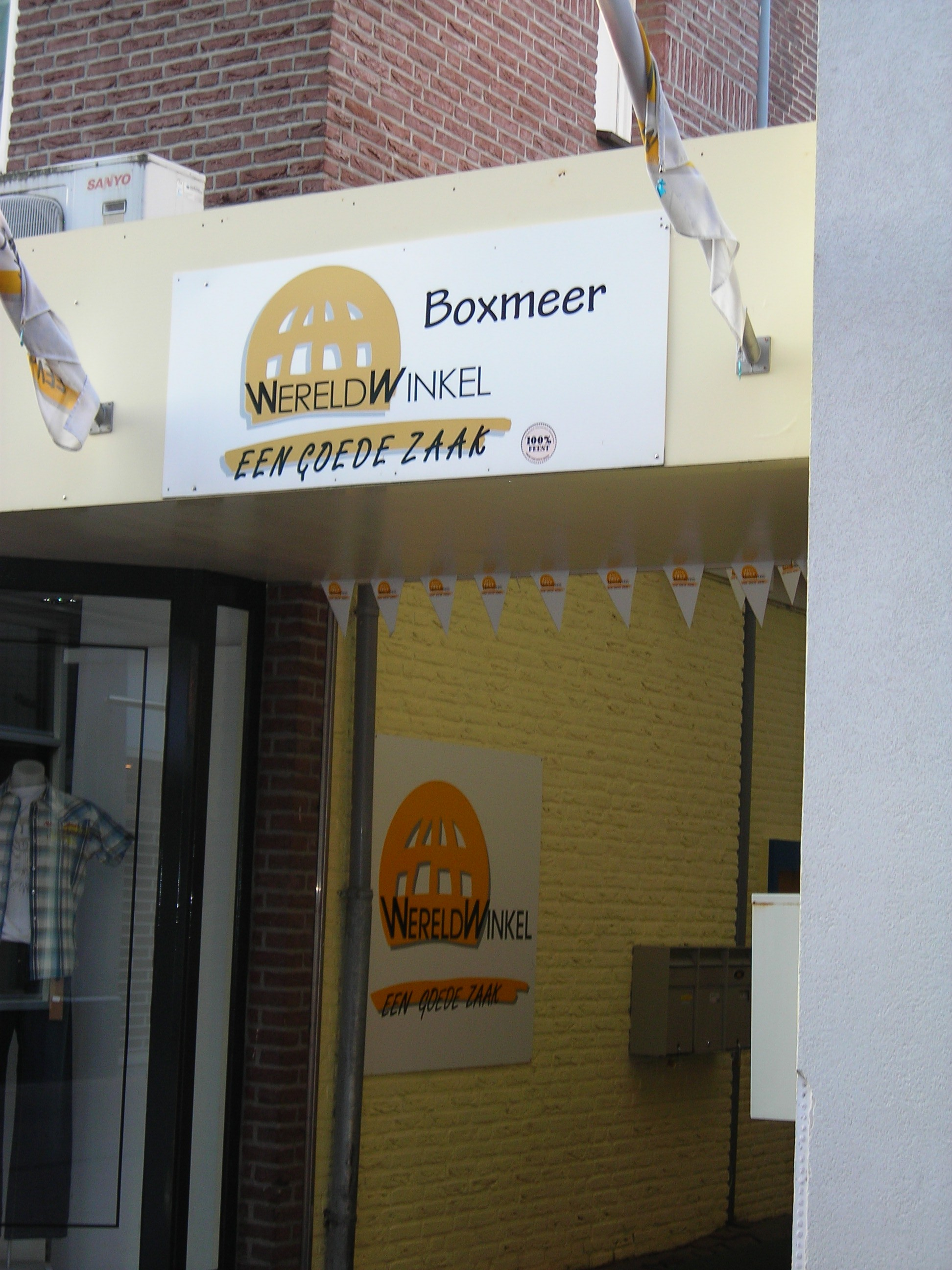
De Wereldwinkel in Boxmeer.

De Wereldwinkel is een progressief geïnspireerde commerciële en ideële instelling, die zich inzet voor de handel in producten uit ontwikkelingslanden. De producten worden zonder tussenhandelaars voor 'eerlijke prijzen' ingekocht. Wel is er sprake van handelspartners en importeurs.
Dit is de enige manier van ontwikkelingssamenwerking die op grond van volstrekte gelijkwaardigheid plaatsvindt. Een deel van het voedsel wat de winkel verkoopt, draagt het Max Havelaar keurmerk.
In België zijn de meeste wereldwinkels lid van de nationale koepel Oxfam-Wereldwinkels die op haar beurt lid is van Oxfam International. In Nederland echter  de wereldwinkels zich onder de Landelijke Vereniging van Wereldwinkels. Beide netwerken zijn lid van de internationale federatie van eerlijke handel (IFAT), nu WFTO (World Fair Trade Organization) genoemd.

## Geschiedenis
Het wereldwinkelidee is ontstaan na het mislukken van de tweede United Nations Conference on Trade and Development in 1968. De rietsuikeracties moesten aantonen, hoe de wereldhandel functioneert en hoe de rijke landen stelselmatig hoge invoerbelastingen op producten uit ontwikkelingslanden leggen (op suiker was dat toen 50 cent per kilo), waardoor deze landen geen kans kregen hun producten in de rijke landen te verkopen.
De eerste wereldwinkel in Nederland opende in de zomer van 1969 in Breukelen, al gauw volgden er meer. In Vlaanderen werd de eerste wereldwinkel geopend op 5 april 1971 in de oude stadskern van Antwerpen.
Naast rietsuiker behoorden koffie en thee tot de basisproducten. In de loop van de jaren werd het assortiment verbreed met producten van kunstnijverheid, zoals kleden, kussens, beeldjes en tassen. Het aantal winkels in Nederland bedraagt circa 400, in Europa was dat in 2009 circa 3000. In 2019 waren er in Duitsland circa 900 en in Oostenrijk  bijna 90 wereldwinkels (Weltläden). De Zwitserse wereldwinkels maken deel uit van een organisatie met de naam Claro.